# Hawke’s Bay Tribune
Der Hawke’s Bay Tribune war eine regional erscheinende Tageszeitung in Neuseeland mit Sitz in Hastings. Die Zeitung wurde 1937 mit dem Hawke’s Bay Herald aus Napier fusioniert.

## Geschichte
Hastings sah mit dem Hastings Star seine erste Tageszeitung im Jahr 1886. Das Blatt hielt sich nicht sehr lange auf dem Markt. 1896 folgte mit dem Hastings Standard ein zweiter Versuch eine Tageszeitung in dem Ort zu etablieren. Das Blatt wurde 1907 an William Whitlock und Alfred Cairncross verkauft und als letzterer 1910 in den Ruhestand ging, übernahm William Nelson das Blatt, gründete die The Tribune Limited, stellte den Hastings Standard ein und brachte stattdessen den Hawke’s Bay Tribune heraus. Bei dem Hawke's-Bay-Erdbeben vom 3. Februar 1931 wurde das im Jahr 1911 erbaute Zeitungshaus beschädigt, konnte aber in Teilen für die Herausgabe der Zeitung weiterhin genutzt werden.
Den Hawke’s Bay Herald in Napier traf das Erdbeben hingegen wirtschaftlich schwer. Die Druckerei total zerstört, nahm das Blatt das Angebot des Hawke’s Bay Tribune zunächst an, die Druckerei nutzen zu können. Damit war vorerst die unabhängige Ausgabe des Hawke’s Bay Herald gesichert. Doch die Übernahme des Blattes durch den Hawke’s Bay Tribune war nur noch eine Frage der Zeit. Am 16. Januar 1937 erschien der Hawke’s Bay Herald und der Hawke’s Bay Tribune zum letzten Mal. Beide Blätter hatten zuvor fusioniert und erschienen als Hawke’s Bay Herald-Tribune zukünftig von Hastings aus. Motor des Zusammenschlusses war seinerzeit William Arthur Whitlock, 1933 zurück nach Hastings gekommen, die Geschäfte des Hawke’s Bay Tribune von seinem Vater übernommen, hatte er nach dem Zusammenschluss der beiden Zeitungen unter der Hawke’s Bay Newspapers Limited den Herald-Tribune in Hastings in Konkurrenz zum Daily Telegraph in Napier zunächst als Abendausgabe weiter geführte. 1999 wurde der Hawke’s Bay Herald-Tribune schließlich mit dem Daily Telegraph zum Hawke’s Bay Today fusioniert.